# Armen Alchian
Armen Alchian, född 12 april 1914 i Fresno, Kalifornien, död 19 februari 2013 i Los Angeles, Kalifornien, var en amerikansk nationalekonom.
Alchian blev 1964 professor vid University of California. Han var känd bland annat för studier om informationskostnader och äganderätter. Alchian ansåg att dessa rättigheter definierar det ekonomiska systemet och att de ger viktiga förutsättningar för konkurrensbeteendet.